# Asaccus elisae
Asaccus elisae är en ödleart som beskrevs av  Werner 1895. Asaccus elisae ingår i släktet Asaccus och familjen geckoödlor. IUCN kategoriserar arten globalt som livskraftig. Inga underarter finns listade i Catalogue of Life.